# Ведмежий поцілунок
«Ведмежий поцілунок» (рос. Медвежий поцелуй) — художній фільм, знятий режисером Сергій Бодровим (старшим) у 2002 році.
Остання роль в кіно Сергія Бодрова (молодшого).

## Зміст
Маленького ведмедика, який народився в сибірській тайзі, мисливці здали у пітерський зоопарк. Міжнародній цирковій трупі, що виступала в Санкт-Петербурзі, знадобилися дикі звірі і повітряна гімнастка Кармен разом із чоловіком і донькою Лолою прийшла у зоопарк. Кармен нікого там не вибрала, а Лола побачила самотнього ведмедика і полюбила його. Кармен незабаром стомилася від тягаря кочового життя і втекла з трупи, а на прощання розповіла Лолі, що хоч і любить дівчинку як доньку, але матір'ю їй не є. Лола залишилася з циркачами, а разом із нею — і ведмежа, що отримало російське ім'я Міша. Він переїжджав у цирковому фургоні з країни в країну (Росія, Швеція, Німеччина, Іспанія). І ставав усе більшим і міцнішим. А одного разу Лола прокинулася і побачила у клітці не ведмедя, а молодого хлопця, який зізнався, що він і є той самий Міша.

## Ролі
| Актор                    | Роль                |
| ------------------------ | ------------------- |
| Ребекка Лілєберг         | Лола                |
| Сергій Бодров (молодший) | Міша                |
| Йоахім Круль             | Гроппа              |
| Кіт Аллен                | Лу                  |
| Олександр Баширов        | торговець тваринами |
| Кирило Плетньов          | Нік                 |

## Критика
- Валерій Кичин, оглядач Російської газети: «Сценарій ніяк не може вибрати між комерційно видовищним проектом і філософському в притчею. Комерція вимагає яскравої картинки, її забезпечує цирк укупі з подорожжю по країнах Європи. Притча апелює до думки і самозаглибленості, але думка, заявлена чи не з початку, нікуди не рухається. Залишаються два люблячих істоти, беззахисних перед жорстокістю навколишнього світу, незважаючи на всю міць ведмежих пазурів. А це зупинена мить для живописного полотна, але не сюжет для кінематографічної картини».